# Fernandópolis (kommun)
Fernandópolis är en kommun i Brasilien.   Den ligger i delstaten São Paulo, i den södra delen av landet, 600 km sydväst om huvudstaden Brasília. Antalet invånare är 64 707.
Följande samhällen finns i Fernandópolis:
- Fernandópolis

Omgivningarna runt Fernandópolis är en mosaik av jordbruksmark och naturlig växtlighet. Runt Fernandópolis är det ganska tätbefolkat, med 93 invånare per kvadratkilometer.